# 丽江羊蹄甲
丽江羊蹄甲（学名：Bauhinia bohniana）为豆科羊蹄甲属的植物，为中国的特有植物。分布于中国大陆的云南等地，生长于海拔1,700米至2,000米的地区，见于山坡阳处灌丛中，目前尚未由人工引种栽培。